# 费锡琮
费锡琮（1661年—1725年），字厚藩，新繁（今四川成都市新都区）人，清代诗人、经学家。

## 生平
费密長子。先祖為新繁世族，祖父费经虞避难至揚州，長期寓居江南。順治十八年（1661年）生，十一岁时与弟费锡璜賦《牡丹》、《桃花》诗，康熙十九年（1680）四月，兄弟二人依父命隨蔡廷治治經學。兄弟皆有詩名，曾合撰《阶庭偕咏》三卷。晚年隐居江都，與弟“终日呕吟，不绝一时。”雍正二年（1724），费锡琮与张玢同游京师，並相约往汝南，又一起同往汴城。雍正三年卒於汴城。著有《白鹤楼稿》。有子費冕。